# Susan Maughan
Susan Maughan (Consett, 1º luglio 1938) è una cantante e attrice britannica.

## Biografia
Susan Maughan è salita alla ribalta con la sua cover di Bobby's Girl, che ha raggiunto la 3ª posizione della Official Singles Chart e la 6ª in Norvegia. Nella classifica britannica ha poi piazzato i singoli Hand A Handkerchief To Helen e She's New To You alla numero 41 e alla 45. Si è esibita alla Royal Variety Performance nel 1963 ed è apparsa nei film What a Crazy World e Pop Gear. Nel 1971 ha cantato Time, colonna sonora del film Zozza Mary, pazzo Gary. Tra gli anni 60 e 70 ha pubblicato numerosi album in studio e da allora si è esibita in spettacoli cabaret e a teatro ed è rimasta attiva in campo cinematografico e televisivo.

## Discografia

### Album in studio
- 1963 – Swingin' Susan
- 1963 – I Wanna Be Bobby's Girl But…
- 1964 – Sentimental Susan
- 1967 – Hey Look Me Over
- 1974 – This Is Me
- 1979 – Superlady
- 2001 – Let's Go Round Again

### Raccolte
- 1967 – Bobby's Girl
- 1996 – I Want To Be Bobby's Girl
- 1999 – The Best Of Susan Maughan

### Singoli
- 1962 – I've Got To Learn To Forget
- 1962 – Baby Doll Twist
- 1962 – Mama Do The Twist
- 1962 – Goldie
- 1962 – Bobby's Girl
- 1963 – Hand a Handkerchief to Helen
- 1963 – The Verdict Is Guilty
- 1963 – Love Is All You Need / Coastal Town
- 1963 – She's New To You
- 1964 – Hey Lover
- 1964 – Kiss Me Sailor
- 1964 – Little Things Mean A Lot
- 1964 – That Other Place
- 1964 – Make Him Mine
- 1965 – You Can Never Get Away From Me
- 1965 – When She Walks Away
- 1965 – Poor Boy
- 1966 – Where the Bullets Fly
- 1966 – Don't Go Home
- 1966 – Come and Get Me
- 1967 – To Him
- 1968 – I Remember Loving You
- 1968 – Cable Car For Two
- 1969 – We Really Go Together
- 1974 – Time (Is Such A Funny Thing)
- 1975 – El Bimbo